# Гарбетт, Мэттью
Мэттью Джимми Дэвид Гарбетт (англ. Matthew Jimmy David Garbett; род. 13 апреля, 2002, Лондон, Великобритания) — новозеландский футболист, полузащитник английского клуба «Питерборо Юнайтед» и сборной Новой Зеландии.

## Клубная карьера
Играл в молодёжных командах новозеландских клубов. В январе 2020 года стал игроком шведского клуба «Фалькенберг». Дебютировал в Аллсвенскан 15 июня 2020 года в матче с ФК «Хеккен». Сыграл в Кубке Швеции против команды «Хальмстад».
В августе 2021 года перешёл в итальянский «Торино», где был заявлен за основную и молодёжную команды. 18 октября 2022 года дебютировал за основную команду в матче Кубка Италии против «Читтаделлы», выйдя на замену.
14 августа 2025 года на правах свободного агента перешёл в английский «Питерборо Юнайтед», подписав двухлетний контракт с возможностью продления ещё на год.

## Карьера в сборной
Осенью 2018 года был вызван в сборную Новой Зеландии до 17 лет. В ее составе дебютировал в матче группового этапа Чемпионата ОФК до 17 лет против сборной Соломоновых островов. В матче со сборной Новой Гвинеи отличился голевой передачей. В матче полуфинала забил мяч в ворота сборной Французской Полинезии и отдал голевую передачу. В финале сборная Новой Зеландии обыграла Соломоновы острова по пенальти 5:4, таким образом став чемпионом ОФК.
В октябре 2021 года дебютировал за основную сборную страны в матче со сборной Кюрасао.

## Достижения
Новая Зеландия (до 17)
- Чемпионат ОФК по футболу до 17 лет — 2018[5]